# Eomellivora
Eomellivora és un gènere extint de mamífers carnívors de la família dels mustèlids que tingueren una amplíssima distribució durant el Miocè, fa entre 7,2 i 12,5 milions d'anys. Se n'han trobat restes fòssils a Alemanya, Àustria, Eslovàquia, Espanya (incloent-hi l'abocador de Can Mata, al Vallès Occidental), els Estats Units, Grècia, l'Índia, Kenya, Ucraïna i la Xina. Eren mustelins enormes que atenyien un pes d'uns 50 kg. Haurien pogut recordar el seu parent modern, el ratel. El nom genèric Eomellivora significa ‘Mellivora de l'alba’.